# Claude Wasserstein
Claude Becker Wasserstein (nacida el 8 de enero de 1964) es una inversionista, productora y filántropa franco-estadounidense.

## Carrera
Wasserstein es la fundadora y directora ejecutiva de Fine Day Ventures, una firma de capital riesgo en etapa inicial que invierte en tecnología (específicamente tecnología financiera, tecnología médica y tecnología aeroespacial), inteligencia artificial y energía (alternativa y tradicional). Ha invertido en varias empresas emergentes, incluidas Blade, Hyperloop, Flare (miembro de la junta), Maven, Ambulnz, BitPesa y Tentrr.
Antes de su carrera inversora, Wasserstein fue productora de CBS News, donde trabajó en las oficinas de la cadena en Dubái, Belfast, Londres y París. Durante su estancia en CBS News, ganó un Emmy por una serie de investigación titulada Bad Medicine, que se centró en la atención sanitaria en EE. UU.
Wasserstein comenzó su carrera como periodista para Newsweek, trabajando en la oficina de la publicación en París.

## Vida personal
Wasserstein nació y creció en Francia, donde asistió a la Universidad París-Sorbona y a la Escuela de Louvre. En 1982, se graduó en Sweet Briar College con especialización en historia del arte. Vivió y trabajó en París, Dubai, Belfast y Londres, antes de mudarse a Nueva York, Nueva York, a principios de los años noventa.
Wasserstein es la exesposa de Bruce Wasserstein, un banquero de inversiones, empresario y escritor estadounidense. Reside en la ciudad de Nueva York con sus dos hijos y su sobrina.
En 2017, Wasserstein recibió la insignia Caballero de la Legión de Honor, el más bajo de los cinco rangos de la más alta orden de mérito militar y civil de Francia, en una ceremonia celebrada en los Servicios Culturales de la Embajada de Francia en Nueva York.

## Filantropía
Wasserstein ha estado involucrado con varias organizaciones benéficas y sin fines de lucro. Es fideicomisaria del King Hussein Cancer Center, miembro del Consejo Presidencial del Hospital presbiteriano de Nueva York y forma parte de la junta directiva del MET International Council, la American Hospital in Paris Foundation y la Institución Brookings. Ella es fideicomisaria vitalicia del canal 13 de WNET. También es miembro del Council on Foreign Relations.